# Sardegna (poema sinfonico)
Sardegna è un poema sinfonico del compositore italiano Ennio Porrino.
La prima assoluta è stata il 24 dicembre 1933 diretta da Fernando Previtali al Teatro Comunale di Firenze.

## Caratteristiche
Questa composizione, scritta nel 1933, è stata pubblicata l'anno successivo. Ennio Porrino è laureato presso l'Accademia di Santa Cecilia con una ouverture intitolata Tartarin di Tarascona, prima diretta da Bernardino Molinari.

## Direzioni dal vivo e Registrazioni
| Orchestra                                          | Direttore d'orchestra  |
| -------------------------------------------------- | ---------------------- |
| Wiener Philharmoniker                              | Vittorio Gui           |
| Orchestra Sinfonica dell'EIAR                      | Armando La Rosa Parodi |
| Orchestra del Teatro La Fenice di Venezia          | Alfredo Simonetto      |
| New York Philharmonic                              | Leopold Stokowski      |
| Orchestra Sinfonica della RAI di Torino            | Arturo Basile          |
| Orchestra del Teatro La Fenice di Venezia          | Francesco Cristofoli   |
| Orchestra Sinfonica della Radio Televisione Rumena | Nino Bonavolontà       |
| Orchestra del Teatro Lirico di Cagliari            | Maurizio Benini        |